# Mae Marsh
Mae Marsh (Madrid (Nou Mèxic), 9 de novembre de 1894 - Hermosa Beach (Califòrnia) 13 de febrer de 1968) va ser una de les actrius estatunidenques amb una carrera més llarga en el món del cinema, més de 50 anys. Juntament amb Lillian Gish, ha estat considerada com una de les grans actrius del cinema mut. Tot i ser una actriu que va començar sense cap experiència prèvia en interpretació, actuava amb una naturalitat que va captivar les audiències i que va ser la base d'un estil d'interpretació que ha perdurat.

## Primers anys
Mae Marsh, de nom complet Mary Wayne Marsh, va néixer a Nou Mèxic el 1894, filla de S. Charles Marsh i Mary Warne. El seu pare, que era revisor de trens, va morir quan ella tenia quatre anys. La seva família es va traslladar aleshores a San Francisco. Allà van patir els efectes del gran terratrèmol de 1906 en què van perdre totes les seves possessions.
La seva tieta aleshores se la va endur, juntament amb la seva germana gran Marguerite, a Los Angeles, esperant que hi podrien obtenir alguna feina com a extres de pel·lícules. Al principi, Mae només acompanyava la seva germana Marguerite quan ella apareixia en alguna pel·lícula per a la Biograph, que rodava a Califòrnia durant l'hivern. El seu debut conegut com a extra va ser el 1910 amb Ramona. Durant aquest temps també va aparéixer com una de les Bathing Beauties de Mack Sennett en una de les pel·lícules de Mabel Normand.

## Estrella del cinema mut

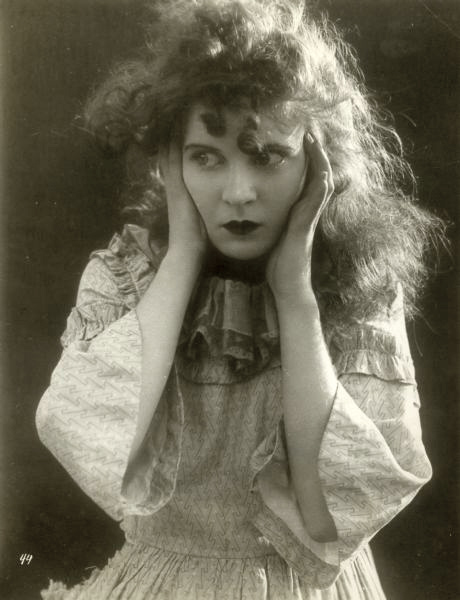
Mae Marsh in The Birth of a Nation, 1915.

Va actuar en rols menors en moltes pel·lícules de D.W. Griffith, i no és fins al 1912 que va començar a aparéixer en els crèdits de les pel·lícules; la primera vegada a Lena and the Geese (1912) dirigida per Griffith. Aquell mateix any es va estrenar Man's Genesis (1912) del mateix director, en què interpretava una noia de la prehistòria que portava una mena de vestit d'herba que ensenyava tota la cama. Griffith havia ofert el paper a Mary Pickford que el va refusar degut a aquest detall, ja que era una dona casada. Griffith va amenaçar Pickford que si no interpretava aquell paper tampoc interpretaria el paper principal a la següent pel·lícula, The Sands of Dee (1912), que era cobejat per diferents actrius de la Biograph. Les altres actrius de la companyia van fer costat a Pickford i també es van negar a fer aquest rol per la mateixa objecció. Mae va acceptar el paper i va ser l'actriu d'aquella i de la següent pel·lícula.
Juntament amb bona part de la companyia, Marsh va seguir Griffith quan aquest va abandonar la Biograh per incorporar-se a la Reliance-Majestic Company l'octubre de 1913, companyia que va abandonar el 1915. Va actuar en set pel·lícules de la companyia entre els quals destaca Home Sweet Home (1914). La Reliance va decidir que formés parella cinematogràfica amb Robert Harron, amb qui ja havia actuat a Man's Genesis i ràpidament es van convertir en una parella molt popular a la pantalla. De totes maneres, Mae Marsh va esdevenir una estrella amb la seva interpretació a la pel·lícula The Birth of a Nation (1915). L'any següent a Intolerance (1916) va realitzar la seva interpretació més celebrada com una mare a qui li treuen el fill quan el seu marit és empresonat injustament. El 1916 treballava per a la Triangle, on va interpretar pel·lícules com Hoodoo Ann (1916) o The Wild Girl of the Sierras (1916) guanyant uns 85 dòlars a la setmana. Samuel Goldwyn, que acabava de fundar la Goldwyn Pictures Corporation, li va proposar dos anys de contracte a raó de 2.000 dòlars per setmana el primer any i 3.000 el segon any. Marsh dubtava d'abandonar Griffith, però ell la va animar a fer-ho indicant-li que més endavant podria tornar. Mary Pickford va afirmar per contra que la seva marxa havia estat facilitada perquè havia tingut un affair amb el director, que la va tractar molt malament.   
Es va desplaçar doncs a Nova York amb la seva mare i germanes més petites, ja que els estudis estaven a Fort Lee, a Nova Jersey. De les 13 pel·lícules realitzades allà destaquen Polly of the Circus (1917) i The Cinderella Man (1917). Goldwyn va fer d'ella una estrella, però desafortunadament la productora no van ser capaç de trobar-li grans papers i les pel·lícules realitzades mancaven de realisme. La seva popularitat va començar a minvar.
Després d'algunes pel·lícules menors i d'un intent en el teatre, el productor Herbert Wilcox i el director Graham Cutts van portar Mae a Anglaterra el 1922 per ser l'actriu de Flames of Passion (1922) i Paddy the Next Best Thing (1923) amb les quals va aconseguir un èxit considerable. Va tornar als Estats Units i la pel·lícula de Griffith The White Rose (1923), en què interpretava una garçonne, li va fer recuperar l'estatus d'estrella. Marsh va actuar encara per a una pel·lícula alemanya (Arabella (1924)) i a The Rat (1925) amb Ivor Novello abans de retirar-se.

## Cinema sonor
L'any 1932 va tornar al cinema (les pel·lícules ja eren sonores) de la mà de Henry King amb Over the Hill. Va esdevenir una actriu secundària valorada però no va acceptar papers principals, ja que, com va confessar ella, tenia dificultats en recordar cada línia del guió. Va completar la seva carrera cinematogràfica realitzant cameos en centenars de pel·lícules entre 1932 i 1963 (36 de les quals amb John Ford). Entre les pel·lícules sonores en què va actuar destaquen Que verda era la meva vall (1941), The Grapes of Wrath (1940), Jane Eyre (1943), The Snake Pit (1948), The Gunfighter (1950), Titanic (1952), The Quiet Man (1952), La túnica sagrada (1953), A Star Is Born (1954), Mentre Nova York dorm (1954) o Centaures del desert (1956). La seva darrera aparició va ser a La taverna de l'irlandès (1963).

## Vida personal
La seva germana Marguerite Marsh també va ser actriu però va morir jove, quan tenia 37 anys. El seu únic germà, Oliver, va ser un reconegut càmera.
El 2 de setembre de 1918 Mae es va casar amb Louis Lee Arms, un publicista de la Goldwyn que va conèixer durant el rodatge de Polly of the CIrcus (1917). Van tenir tres fills: Mary (1919), Webster (1925) i Marguerite (1928). Arms va invertir tots els seus diners i els de la seva dona en diversos negocis però el crac del 29 li va fer perdre uns 500.000 dòlars. Poc després Marsh va patir un col·lapse i va ser hospitalitzada de peritonitis i va estar a punt de perdre la vida. A finals del 1925 s'havia retirat però el 1932 va tornar a escena en la pel·lícula Over the Hill, Mae tenia 37 anys però semblava tenir-ne vint més. El 1939 el matrimoni es va declarar en bancarrota. John Ford va contribuir a evitar aquesta fallida i li va donar un paper a Drums Along the Mohawk (1939). Va continuar contractant-la en les seves pel·lícules al llarg dels anys.
Va morir a Hermosa Beach el 13 de febrer de 1968 víctima d'un atac de cor.

## Premis i reconeixements
El 1955, Marsh va ser premiada amb el "George Eastman Award", atorgat per la George Eastman House per la seva distingida contribució a l'art cinematogràfic.
Marsh té una estrella al Passeig de la Fama de Hollywood localitzada a 1600 de Vine Street.

## Filmografia (cinema mut)
- Ramona (1910)
- Serious Sixteen (1910)
- Fighting Blood (1911)
- The Siren of Impulse (1912)
- A Voice from the Deep (1912)
- Just Like a Woman (1912)
- One Is Business, the Other Crime (1912)
- The Lesser Evil (1912)
- The Old Actor (1912)
- A Beast at Bay (1912)
- When Kings Were the Law (1912)
- Home Folks (1912)
- A Temporary Truce (1912)
- Man's Genesis (1912)
- Lena and the Geese (1912)
- The Spirit Awakened (1912)
- The School Teacher and the Waif (1912)
- An Indian Summer (1912)
- The Sands of Dee (1912)
- The Inner Circle (1912)
- The Kentucky Girl (1912)
- The Parasite (1912)
- Two Daughters of Eve (1912)
- For the Honor of the Seventh (1912)
- Brutality (1912)
- The New York Hat (1912)
- The Indian Uprising at Sante Fe (1912)
- Three Friends (1913)
- The Telephone Girl and the Lady (1913)
- An Adventure in the Autumn Woods (1913)
- The Tender Hearted Boy (1913)
- Love in an Apartment Hotel (1913)
- Broken Ways (1913)
- A Girl's Stratagem (1913)
- Near to Earth (1913)
- Fate (1913)
- The Perfidy of Mary (1913)
- The Little Tease (1913)
- The Lady and the Mouse (1913)
- If We Only Knew (1913)
- The Wanderer (1913)
- His Mother’s Son (1913)
- A Timely Interception (1913)
- The Mothering Heart (1913)
- Her Mother’s Oath (1913)
- The Reformers (1913)
- Two Men of the Desert (1913)
- Primitive Man (1913)
- Influence of the Unknown (1913)
- For the Son of the House (1913)
- The Battle at Elderbush Gulch (1913)
- The Great Leap: Until Death Do Us Part (1913)
- Brute Force (1914)
- Home, Sweet Home (1914)
- The Great Leap (1914)
- The Escape (1914)
- The Avenging Conscience (1914)
- Judith of Bethulia (1914)
- Moonshine Molly (1914)
- The Birth of a Nation (1915)
- The Outcast (1915)
- The Outlaw’s Revenge (1915)
- The Victim (1915)
- Her Shattered Idol (1915)
- Big Jim’s Heart (1915)
- Hoodoo Ann (1916)
- A Child of the Paris Streets (1916)
- The Wild Girl of the Sierras (1916)
- The Marriage of Molly-O (1916)
- Intolerance (1916)
- The Little Liar (1916)
- The Wharf Rat (1916)
- Polly of the Circus (1917)
- Sunshine Alley (1917)
- The Cinderella Man (1917)
- Fields of Honor (1918)
- The Beloved Traitor (1918)
- The Face in the Dark (1918)
- All Woman (1918)
- The Glorious Adventure (1918)
- Money Mad (1918)
- Hidden Fires (1918)
- The Racing Strain (1918)
- The Bondage of Barbara (1919)
- Spotlight Sadie (1919)
- The Mother and the Law (1919)
- The Little ’Fraid Lady (1919)
- Nobody’s Kid (1921)
- Till We Meet Again (1922)
- Flames of Passion (1922)
- The White Rose (1923)
- Paddy the Next Best Thing (1923)
- Daddies (1924)
- Arabella (1924)
- Tides of Passion (1925)
- The Rat (1925)